# Molla (bướm nhảy)
Molla là một chi bướm ngày thuộc họ Bướm nâu.